# György Márkus
György Márkus (* 13. April 1934; † 6. Oktober 2016 in Sydney) war ein ungarisch-australischer Philosoph und Hochschullehrer. Der Schüler von Georg Lukács lehrte ab 1978  an der University of Sydney, wurde 1996 Lehrstuhlinhaber für Philosophie und 1998  emeritiert.

## Leben
Bis 1957 studierte er in Moskau an der Lomonossow-Universität und begann in Ungarn zu arbeiten.
Von 1957 bis 1965 lehrte er an der Lorand-Eötvös-Wissenschaftsuniversität und war Mitglied des Philosophischen Forschungsinstituts. 1963 übersetzte er Wittgensteins Tractatus Logico-Philosophicus ins Ungarische. Er galt als Anwärter für den Lehrstuhl für Philosophie.
Im Jahr 1968 unterzeichnete er ein Protestschreiben gegen die sowjetische Besatzung, weshalb er aus der Ungarischen Sozialistischen Arbeiterpartei (MSZMP) ausgeschlossen wurde. Wegen seiner politischen Anschauungen verlor er 1973 seine Stellung und emigrierte 1977 nach Australien. Ab 1978 lehrte er an der University of Sydney, wurde 1996 Lehrstuhlinhaber für Philosophie und 1998  emeritiert. Als 1990 das Regime in Ungarn zusammenbrach, wurde er externes Mitglied der Ungarischen Akademie der Wissenschaften (MTA).

## Philosophie
In den 1960er-Jahren gehörte Márkus der Budapester Schule an. Er arbeitete an einer Erneuerung der marxistischen Philosophie, indem er den Begriff der Entfremdung analysierte. Als Neomarxist kritisierte er den real existierenden Sozialismus und geriet so in Konflikt mit der Staatspartei. Nach 1968 wandte er sich vom Marxismus ab. In Hogyan lehetséges kritikai gazdaságtan? („Wie ist eine kritische Wirtschaftslehre möglich?“) kritisierte er marxistische Vorstellungen. Nach seiner Emigration beschäftigte er sich mit Kulturtheorie und Hermeneutik.

## Werke
- Marxizmus és „antropológia“. Az emberi lényeg fogalma Marx filozófiájában, 1966

(„Marxismus und „Anthropologie“. Der Begriff des menschlichen Wesens in Karl Marx’ Philosophie“)
- Irányzatok a mai polgári filozófiában, 1972 zusammen mit Zádor Tordai („Strömungen in der heutigen bürgerlichen Philosophie“)
- Hogyan lehetséges kritikai gazdaságtan?, 1973 zusammen mit György Bence und János Kis („Wie ist eine kritische Wirtschaftslehre möglich?“)
- Diktatúra a szükségletek felett, 1983 zusammen mit Ferenc Fehér und Ágnes Heller („Diktatur über alles“)
- Kultúra és modernitás. Hermeneutikai kísérletek, 1992 („Kultur und Modernisierung. Hermeneutische Experimente“)
- Metafizika – mi végre?, 1998 („Metaphysik – Wofür?“)
- Culture, Science, Society: The Constitution of Cultural Modernity 2011 Leiden, Brill

Hinweis: Die in Klammern angegebenen Titel sind frei übersetzt und weisen nicht auf in deutscher Übersetzung erhältliche Schriften hin.

## Preise
- Akademie-Preis der Abteilung Philosophie und Geschichtswissenschaften der MTA, 1966
- Lukács György-Preis 2005